# Hlavinka horská

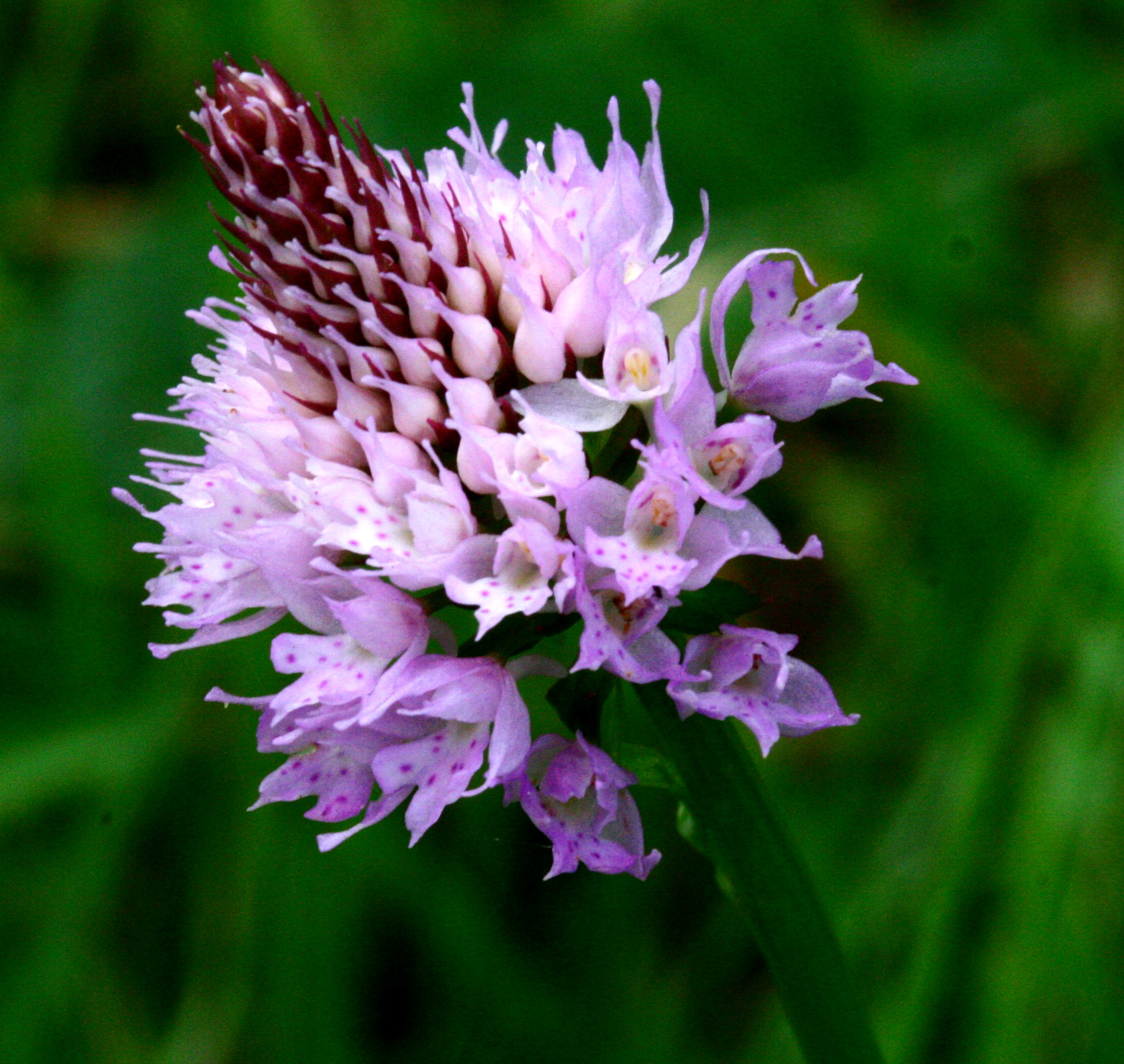
Rozvíjející se květenství

Hlavinka horská (Traunsteinera globosa) je pozemní, hlíznatá orchidej, jediný druh rodu hlavinka, který se v evropské přírodě vyskytuje. Tato bylina s neobvyklým narůžovělým květenstvím připomínajícím spíše česnek roste v přírodě Česka jen ojediněle a je přísně chráněna. Lze ji s jinou rostlinou nesnadno zaměnit, neboť další druh téhož rodu, Traunsteinera sphaerica, má květy nažloutlé a roste až v jihozápadní Asii.

## Výskyt
Roste ve středoevropských a jihoevropských pohořích, na východ zasahuje až na Krym, do Turecka a na Kavkaz. V Česku je poměrně vzácná a roste pouze na několika místech. V Čechách, kde se dříve vyskytovala v Českém středohoří a v Orlických horách, pravděpodobně vymizela. Na Moravě nyní roste v Hrubém Jeseníku a na okraji Karpat, v Beskydech, Javorníkách, Hostýnských vrších a v Bílých Karpatech.

## Ekologie
Tento geofyt je vázán na slunné, luční biotopy, vyskytuje se na loukách, pastvinách či otevřených prameništích, kde jsou vlhčí humózní či kamenitohlinité půdy. Její stanoviště, která mohou být zásaditá nebo i slabě kyselá, se nacházejí od podhůří do hor.

## Popis
Vytrvalá bylina s přímou, nevětvenou, chudě olistěnou lodyhou vysokou 30 až 70 cm. V době kvetení jsou v zemi dvě hlízy a z větší, loňské vyrůstá lodyha s květy. Lodyha bez listové růžice má u báze dva až tři objímavé, hnědé, zakrslé, šupinaté listy. Výše pak vyrůstají čtyři a více listů bylinných, šikmo odstávajících, které jsou podlouhle až obkopinaté, na bázi objímavé a na vrcholu mají kápovitou špičku. Spodní listy bývají dlouhé 5 až 13 cm a 1 až 3 cm široké, směrem vzhůru se však zmenšují, poslední úzký list nedosahuje ani k počátku květenství.
Květenství je hustý klas (někdy považovaný za hlávku), který má v době před rozkvětem kulovitě jehlancovitý tvar, v době květu je spíše kulovitý a po odkvětu se prodlužuje. Je v něm nahloučeno až 100 květů, které jsou světle růžové nebo světle purpurové s nachovými tečkami a mají drobné listeny. Okvětní lístky jsou vejčité, asi 7 mm dlouhé, vnější se ke konci zužují a na vrcholu mají kyjovitý přívěsek. Široce klínovitý pysk s nachovými tečkami je do poloviny třílaločný a prostřední lalok je delší než postranní, ostruha je svislá, válcovitá a prohnutá. Květy se otevírají jen ve dne, příjemně voní a bývají opylovány převážně motýly. Kvetou v závislosti na poloze od května do srpna. Brylky pylu jsou světle žluté. Ploidie druhu je 2n = 42.
Plodem je přisedlá, eliptická tobolka směřující šikmo vzhůru, obsahuje množství velmi drobných semen. Semena nemají zcela vyvinutá embrya a jsou v rané fázi vývoje závislá na mykorhizních houbách, patřících pravděpodobně do čeledí Tulasnellaceae nebo Ceratatobasidiaceae.

## Ohrožení
Hlavinka horská je velmi citlivá na minerální i organické hnojení půdy, ve které roste, stejně jako na meliorační úpravy mající za cíl odvodnit lokalitu. Pro svůj estetický vzhled je též ohrožována trháním kvetoucích jedinců a sběrem hlíz. Ustupuje z obhospodařovaných pozemků, hlavně z lučních lokalit v nižších polohách, a vytratila se také z blízkosti turistických cest. Stejně nebezpečné je pro ni upuštění od obhospodařování luk a pastvin, které následně zarostou nepůvodními travinami a dřevinami.
Je v České republice chráněným druhem a byla zařazena k silně ohroženým druhům naší květeny, jak ve "Vyhlášce MŽP ČR č. 395/1992 Sb. ve znění vyhl. č. 175/2006 Sb" (§2), tak i v "Červeném seznam cévnatých rostlin České republiky z roku 2012" (C2b).